# Canadian International Air Show
Canadian International Air Show es una exhibición de vuelo de corte anual que se celebra en Canadá desde 1949. Históricamente, el lugar de celebración es el Canadian National Exhibition, en Toronto. Los participantes proceden fundamentalmente de Canadá y Estados Unidos, aunque se puede ver a pilotos de otras nacionalidades volar sobre el Lago Ontario.